# Orphans of the Storm
Orphans of the Storm (bra: Órfãs da Tempestade, ou Órfãos da Tempestade; prt: As Duas Órfãs) é um filme mudo estadunidense em longa-metragem de 1921, do gênero drama, com roteiro, produção e direção de D.W. Griffith. O filme é baseado na peça de teatro Les Deux Orphalines (1874), de Adolphe d'Ennery e Eugène Cormon, e se passa na França no fim do século XVIII, no contexto da Revolução Francesa.

## Elenco
- Lillian Gish ... Henriette Girard
- Dorothy Gish ... Louise

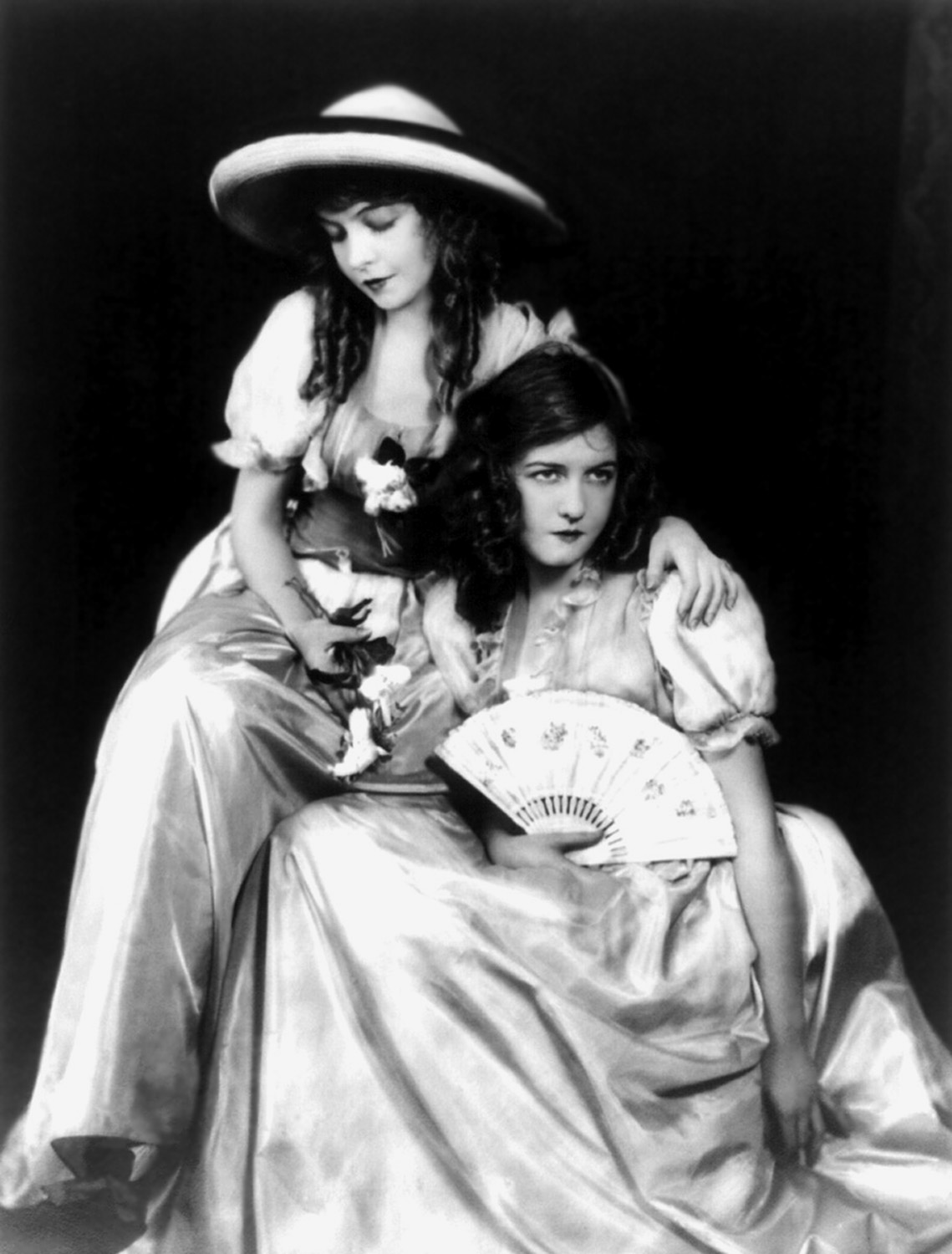
Dotothy e Lilian Gish em fotografia promocional para o filme.

- Joseph Schildkraut ... Chevalier de Vaudrey
- Frank Losee ... Count de Linières
- Catherine Emmet ... Countess de Linières
- Morgan Wallace ... Marquis de Praille
- Lucille La Verne ... Mother Frochard
- Frank Puglia ... Pierre Frochard
- Sheldon Lewis ... Jacques Frochard
- Creighton Hale ... Picard
- Leslie King ... Jacques-Forget-Not
- Monte Blue ... Danton
- Sidney Herbert ... Robespierre
- Lee Kohlmar ... Louis XVI
- Louis Wolheim